# عزام صالح
عزام صالح مخرج عراقي، ولد عام 1957 في مدينة نظران مركز الشناشيل المطلة على نهر من انهار شط العرب في محافظة البصرة جنوب العراق.

## نشأته وحياته
ترعرع وبدأ طفولته الفنية التي اشتعلت منذ نعومة انامله البصرية فاتقن الرسم وشارك في معارض مديرية التربية البصرة، ثم عشق الفنون واصبح منتميا للمسرح الجماهيري في البصرة ومثل كثيرا في المسرح المدرسي (مثل مسرحية حجاية وسلاطين والحجاية الثانية من إخراج محمود أبو العباس وكذلك مسرحية الخطى التي تنحدر إخراج المخرج البصري كاظم حسين المالكي) حتى تكلل ذلك بالتحاقه باكاديمية الفنون الجميلة في قسم المسرح عام 1976-1977 .

## سينما ومسرح
تولع في السينما وتشبث بدراستها وانضم إلى فرعها في الاكاديمية ومثل أيضا مسرحية الملك والملك للمخرج حازم كمال الدين ومسرحية سالفة بالمزاد للمخرج اياد حامد ومسرحية الفيل يا ملك الزمان إخراج طارق العذاري، وتتلمذ بعدها على يد المخرج الكبير جعفر علي صاحب فلم المنعطف والجابي اللذان يصنفان من أهم الافلام العراقية.
ثم اكمل دراسته في الاكاديمية منتميا لنقابة الفنانين العراقيين عام 1982 كونه تخرج منها عام 1981 -1982, واتجه إلى تعليم الفنون في المدارس المتوسطة والاعدادية، لم يثنه ذلك عن هدفه وطموحه.
تبلورت وصقلت مواهبه الاخراجية الفذه لانه تدرج كمصور سينمائي، وفيديو بداية عملية مسلكية في تلفزيون البصرة عام 1988 .

## في بغداد
توجه ليعمل في الإذاعة والتلفزيون .في بغداد بصفة مخرج ومصور لمجموعة من البرامج اهمها: استطلاع التلفزيون عام 1993 -1994 ثم عمل في شركات الإنتاج السينمائي والتفزيوني مثل بابل وحضر وشمس والعالم وسميراميس بصفة مخرج مما منحه الفرصة ان يرسم العديد من لوحات الابداع الاخراجية تكللت في أعماله كافلام تسجيلية وثائقية واغاني تلفزيونية واعلانات.
ثم عمل بصفة مخرج للدراما والافلام التسجيلية التلفزيونية في القنوات العراقية التالية:
1- القناة العراقية
2- القناة التلفزيونية البغدادية.
3- السومرية.
4- الفرات.
5- الشرقية.
6- الحرة عراق.

## أهم أعماله
من أهم الأعمال التي سجلت له كابداعات فنية من مسلسلات وافلام وبرامج وصنفت على مستوى المراكز الأولى في استفتائات المواقع والاذاعات والقنوات التلفزيونية:
1. مسلسل سيدة الرجال إنتاج البغدادية حاز على المركز الأول في استفتاء راديو الحرية عام 2006 .
2. مسلسل سنوات الموت وسنوات الحياة عام 1999.
3. مسلسل شتاء ساخن الذي تم تصوير مشاهده خارج الجمهورية العراقية في سلطنة عمان عام 2000 .
4. مسلسل هموم عائلية كذلك في السلطنة عام 2001.
5. حكايات غسان، سهرة تلفزيونية 2001.
6. غذائنا (سيناريو واخراج) دراما تلفزيونية 2001.
7. مسلسل للاطفال حكايات الخالة نورة 2001.
8. مسلسل خاص جدا عام2004 .حاز على المركز الأول في استفتاء العراقية.
9. مسلسل مؤتمر العلوج قناة الشرقية 2004 .
10. مسلسل تراللي إنتاج السومر ية عام 2005 .
11. مسلسل شوف على المكشوف إنتاج العراقية عام 2005
12. مسلسل العولمة الجزء الثاني إنتاج البغدادية 2006 حاز على المركز الأول في راديو الحرية عام 2006.
13. مسلسل المصير القادم إنتاج البغدادية حاز على المركز الأول في استفتاء قناة الحرة عراق عام 2007.
14. مسلسل أمطار النار وحاز على قلوب العراقيين وخصوصا المناطق الجنوبية كون ان تصويره وقصته كانت تتمحور حول الاهوار واهلها وحاز على المركز الأول في عدة استفتائات اهمها الحرة عراق عام 2007.
15. مسلسل سنوات النار انجز 50 % منه مع أبو عراق عام 2008 .
16. مسلسل الهروب المستحيل تاليف حامد المالكي وهذا العمل يصنف كافضل عمل في استفتائات القناة العراقية وكذلك حاز على المراكز الأولى في استفتائات مؤسسة عيون، وأفضل مخرج دراما عراقي لعام 2011 .
17. مسلسل باص في زمن العولمة 2013 لقناة الفرات.

و أهم الافلام الوثائقية والتسجيلية بعدد أكثر من 30 فلم اهمها وابرزها (دجلة وساميناو شاهد من الفلوجة وما تبقى من صدام).
و من أهم البرامج الإنسانية 50 حلقة بواقع فلمين لكل حلقة البرنامج المتميز (يافعون) وحصل على جوائز مهرجان الغدير ومهرجانات على مستوى الشرق الأوسط، مضافا لذلك إخراج أكثر من 35 سبوت لقناة العراقية، وكذلك إخراج برنامج بالعراقي لمدة ثلاث أشهر لقناة الحرة عراق

## أخرى
1- فحص الافلام والنصوص في دائرة السينما والمسرح 2000-2001
2- فحص النصوص في شركة سميراميس ومؤسسه العالم
3- عضو لجنة تحكيم في مهرجان بغداد الدولي 2012
4-عضو لجنة تحكيم في مهرجان السماوة الدولي الرابع 2016
5- عضو لجنة فرز الافلام في مهرجان النهج الثالث 2017
6- تنفيذ فلم عبود في خضرة ليوسف العاني 2016
7-كتابة سيناريو فلم غبار طويل 2013
8- كتابة سيناريو فرسان الوهم
9- كتابة سيناريو صيور الطيور
10- كتابة سيناريو فلم طريق الحرير
11- كتابة سناريو فلم تجنيد

## تكريمات
1- الملتقى الاذاعي 2015
2- اتحاد الاذاعيين 2017
3- تكريم مؤسسة عيون - أفضل مخرج - 2011
4- تكريم في عيد السينما 2008
5- تكريم درع الابداع في السينما والمسرح 2013
6- تكريم درع مهرجان الغدير الرابع
7-تكريم نخلة الابداع مهرجان الغدير الثامن